# ساحل عشق
«ساحل عشق» (به انگلیسی: Love Beach) آلبومی از امرسون، لیک اند پالمر است.